# Giulio Cortini
Giulio Cortini (Roma, 1º dicembre 1918 – Roma, 29 maggio 2006) è stato un partigiano e fisico italiano.

## Biografia
Giulio Cortini nacque a Roma nel 1918, si laureò in Fisica con lode facendo la tesi con Gian Carlo Wick, nel 1942, mentre prestava servizio militare con il grado di sottotenente. All'epoca era già legato a Laura Garroni.  Entrambi erano militanti del Movimento dei Cattolici Comunisti, assieme a Adriano Ossicini, Franco Rodano e Marisa Cinciari.
Diventato assistente di Fisica all'Università di Roma, si sposarono in chiesa il 25 ottobre 1943 durante l'occupazione tedesca. Qualche mese prima era stato arrestato dalla polizia fascista. Passati alcuni giorni ci fu la caduta di Mussolini e sentì la gente fuori dal carcere urlare contro il regime e chiedere la liberazione dei detenuti finché, due giorni dopo, fu liberato. Immediatamente dopo la prigionia aderì al Partito Comunista Italiano.
I capi della resistenza romana, tra cui Carlo Salinari e Antonello Trombadori, che conosceva da tempo, pensarono che, essendo laureato in fisica, fosse adatto a fare la parte dell’artificiere. In realtà però era un neofita che iniziò documentandosi su un manuale Hoepli. Col nome di copertura di "Cesare" fu quindi nominato responsabile del gruppo artificieri del GAP centrale. Nel suo gruppo di artificieri ci furono la moglie Laura Garroni (1922-1996), con il nome di copertura "Caterina", e lo studente di chimica Tullio Pietrocola che si possono vedere accanto a lui nella foto dei gappisti romani. Del gruppo di artificieri all'inizio fecero parte anche lo studente in architettura Giorgio Labò e il chimico Gianfranco Mattei che dopo qualche mese, il 1º febbraio 1944, furono arrestati su delazione, torturati, senza nulla rivelare, e uccisi dai nazifascisti.
Cortini, con il suo gruppo, preparò e mise a punto anche l'ordigno utilizzato per l'azione gappista di via Rasella contro un reparto di soldati tedeschi.
Dopo la liberazione, Cortini divenne professore ordinario di Fisica nucleare e collaborò a lungo con il celebre fisico Edoardo Amaldi realizzando con la sua équipe indagini sulle interazioni nucleari e sull'antimateria dei raggi cosmici. È stato uno dei pionieri degli studi sulle emulsioni nucleari nei raggi cosmici, un'attivita’ preliminare alla ricerca degli antiprotoni. Si trasferì all’Università degli Studi di Napoli Federico II, e dal 1960 al 1962 fu Direttore dell'allora Sottosezione di Napoli dell'Istituto Nazionale di Fisica Nucleare. Tornò all'università romana negli anni Settanta e creo’ un circolo della didattica della fisica considerato un caposaldo della storia della divulgazione scientifica in Italia.
Cortini ha diretto la collana “Argomenti di scienze” per l’editore Loescher.
Dopo il pensionamento fu nominato Professore Emerito presso la Facoltà di Scienze Matematiche Fisiche e Naturali dell’Università degli Studi di Roma "La Sapienza". Nel 1947 dalla moglie ebbe la figlia Anna. Morì a Roma nel 2006.

## Opere
Tra le sue pubblicazioni ricordiamo:
- Giulio Cortini, Augusta Manfredini e Aldo Persano, Sulla variazione con la quota della frequenza delle evaporazioni nucleari nelle lastre fotografiche, in il nuovo cimento, vol. 5, 1948, SBN RAV0168837.
- Giulio Cortini e Sebastiano Sciuti, Misure ed apparecchi di fisica : Elettricità. [corso universitario dell'anno] 1951 52. (Università di Roma), Roma, Tip. Marves, 1953, SBN CUB0215743.
- La relatività ristretta, Torino, Loescher, 1979, SBN LO11197724.
- Margherita Fasano Petroni Giulio Cortini, Fisica e matematica con il calcolatore tascabile, Torino, Loescher, 1980, SBN SBL0302206.
- A cura di Giulio Cortini (e contributi di C. Bernardini, D. P. Bovet, M. Carapezza, V. Castellani, M. Gattullo, D. Hawkins, P. Omodeo, L. Paoloni, C. Pontecorvo, A. Ruberti, G. Tecce, G. Toraldo di Francia, V. Villani, A. Visalberghi.  Appendice: articolo di Enrico Persico)  Le trame concettuali delle discipline scientifiche Problemi dell’insegnamento scientifico, Scandicci, La Nuova Italia, 1985, SBN CFI0135269.
- Informatica e insegnamento scientifico, Roma, La Nuova Italia, 1988, SBN CFI0133535.
- Percorsi di fisica, Roma, La Nuova Italia, 1991, SBN RAV0168837.
- Incontrare la scienza : riflessioni e proposte rivolte agli insegnanti, Roma, La Nuova Italia, 1990, SBN CFI0202251.